# Analogia isolobale
L'analogia isolobale indica un principio della chimica metallorganica che si propone di utilizzare il concetto di gruppo come in chimica organica, dove moltissime reazioni quasi da sempre si interpretano in base alle presenza di caratteristici gruppi funzionali che distinguono i composti. Secondo questo principio si possono considerare le molecole, spesso di grandi dimensioni (come ad esempio i complessi), come formate da "frammenti", di cui si conoscono orbitali molecolari e quindi è possibile prevederne le interazioni e analogie tra composti differenti strutturalmente caratterizzati dalla presenza di uno stesso frammento. In questo modo è più semplice sfruttare la simmetria anche per i calcoli inerenti alla previsione della stabilità di nuove molecole.
L'analogia isolobale utilizza gli orbitali molecolari di frontiera; la ragione è che le reazioni chimiche sfruttano in massima parte questo genere di orbitali: gli orbitali più interni non sono praticamente utilizzati.
Questa tecnica permette di prevedere, per analogia appunto, il comportamento di molecole analoghe strutturali. 

## Individuazione della isolobalità
Due gruppi si dicono isolobali quando:
1. hanno energia e forma degli orbitali molecolari di frontiera simili;
2. hanno simile simmetria geometrica;
3. hanno uguale numero di elettroni negli orbitali di frontiera.

## Storia
L'analogia isolobale fu individuata nel 1982 da Roald Hoffmann e utilizzata per la prima volta da Stone nel 1984.

## Esempi
Ecco alcuni esempi di gruppi isolobali monorbitalici, diorbitalici e triorbitalici. Combinando opportunamente questi frammenti, è possibile ottenere nuovi composti chimici dotati di una certa stabilità.